# ヤコブ (旧約聖書)

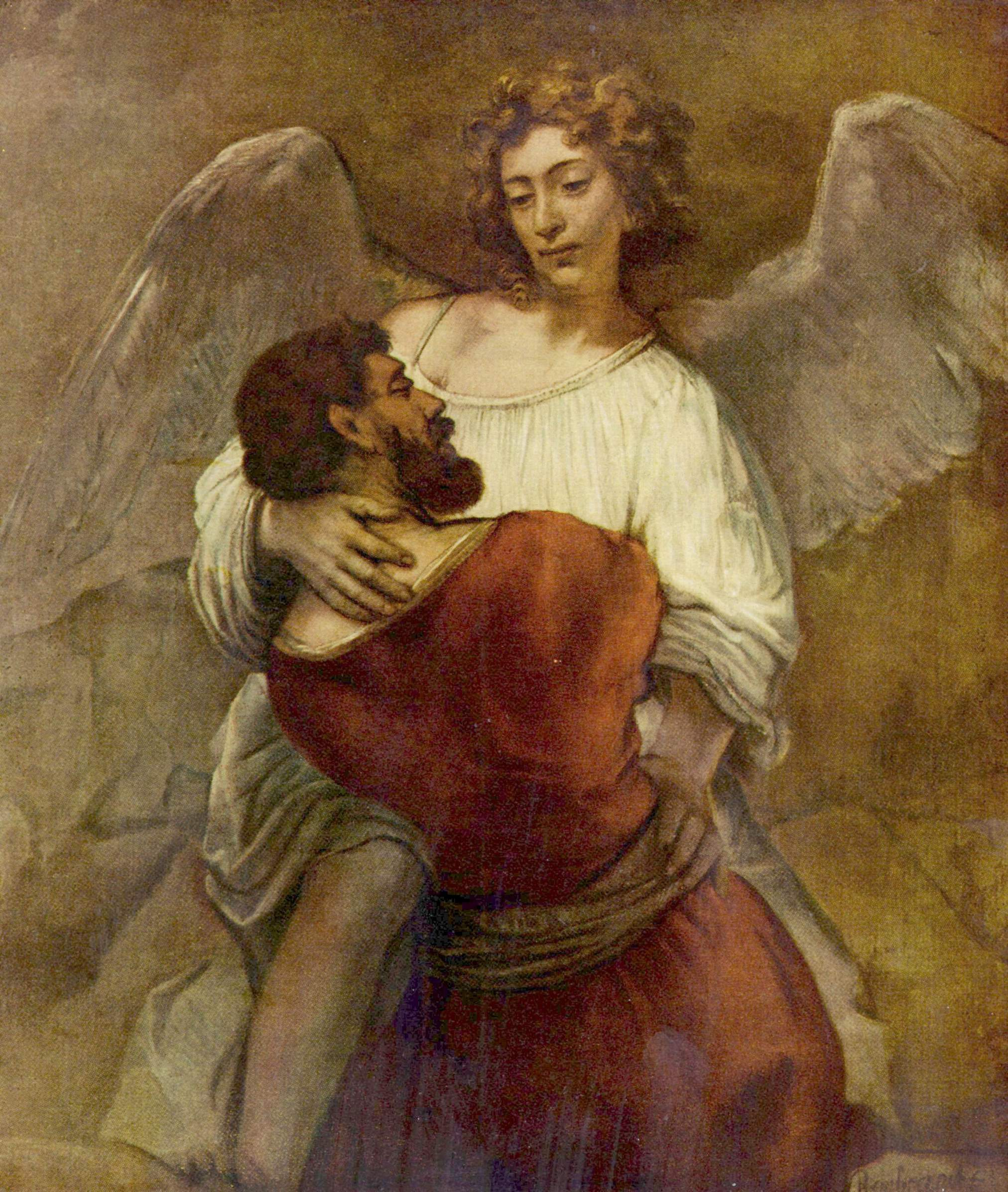
天使と格闘するヤコブ。

ヤコブ（羅: Jacob / ヘブライ語: יעקב（ヤアコーブ）/アラビア語:يعقوب（ヤアクーブ））は、旧約聖書の創世記に登場するヘブライ人の族長。別名をイスラエルといい、イスラエルの民すなわちユダヤ人はみなヤコブの子孫を称する。

## 聖書におけるヤコブ

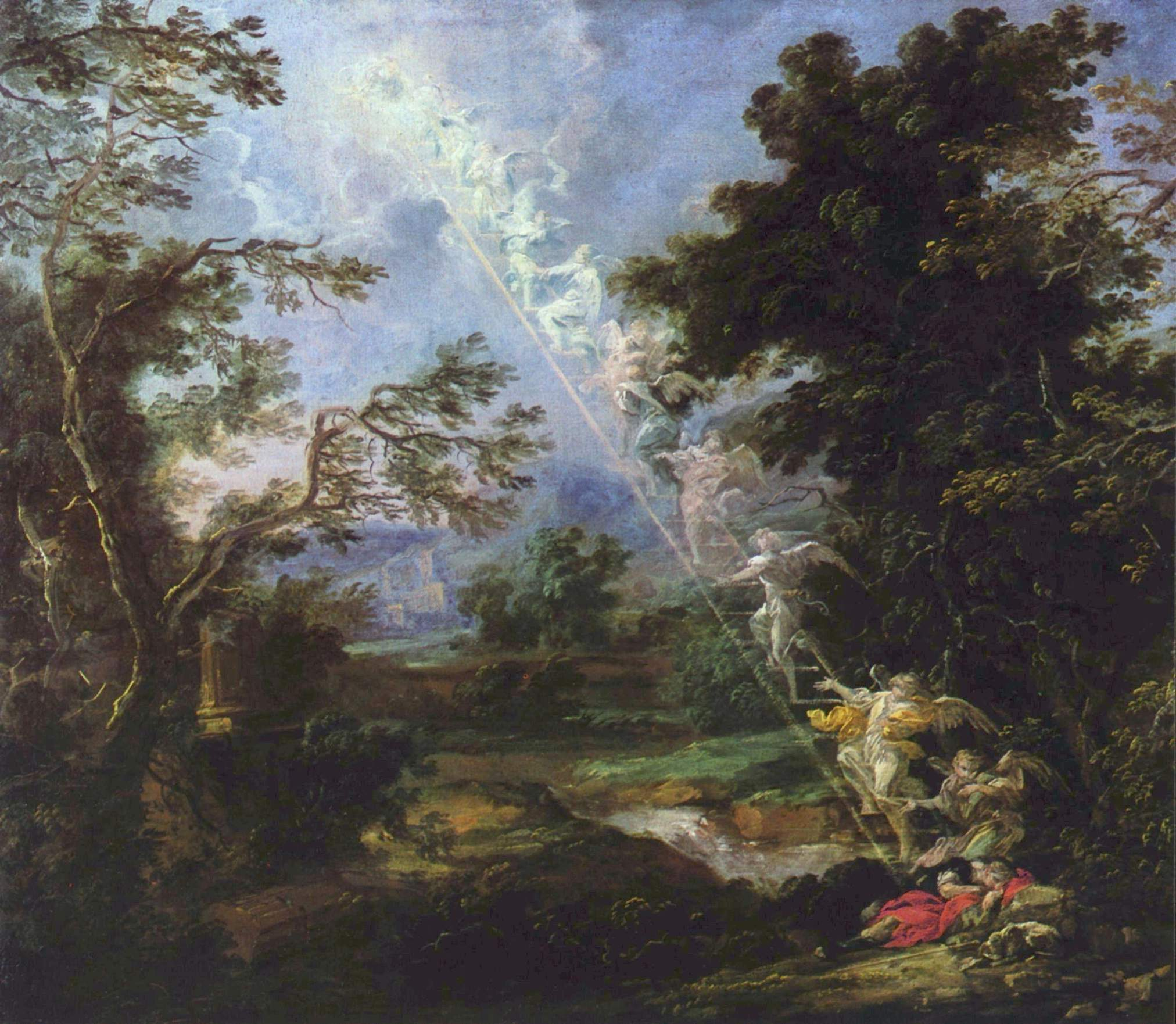
ヤコブの梯子

『創世記』25章によると、父はイサク（イツハク）、母はリベカ、祖父は太祖アブラハム。 
ヤコブは双子の兄エサウを出し抜いて長子の祝福を得たため、兄から命を狙われることになって逃亡する。逃亡の途上、天国に上る階段の夢（ヤコブの梯子）を見て、自分の子孫が偉大な民族になるという神の約束を受ける。ハランにすむ伯父ラバンのもとに身を寄せ、やがて財産を築いて独立する。
兄エサウとの和解を志し、会いに行く途中、ヤボク川の渡し（後に彼がペヌエルと名付けた場所）で神と格闘し、勝利したことから神の勝者を意味する「イスラエル」（「イシャラー（勝つ者）」「エル（神）」の複合名詞）の名を与えられる。これが後のイスラエルの国名の由来となった。
レア、ラケル、ビルハ、ジルパという4人の妻との間に娘と12人の息子をもうけた。その息子たちがイスラエル十二部族の祖となったとされている。晩年、寵愛した息子のヨセフが行方不明になって悲嘆にくれるが、数奇な人生を送ってエジプトでファラオの宰相となっていたヨセフとの再会を遂げ、やがて一族をあげてエジプトに移住した。エジプトで生涯を終えたヤコブは遺言によって故郷カナン地方のマクペラの畑の洞穴に葬られた。

## ヤコブの子ら
ヤコブは4人の妻を持ち、12人の息子と1人の娘がいた。
- ラバンの娘レアの子 - ルベン、シメオン、レビ、ユダ、イッサカル、ゼブルン、一人娘であるディナ
- ラケルの下女ビルハの子 - ダン、ナフタリ
- レアの下女ジルパの子 - ガド、アシェル
- レアの妹ラケルの子 - ヨセフ、ベニヤミン

彼らがイスラエル12部族の祖となったといわれるが、話は少し複雑である。まず、レビ族は祭司の家系であって継承する土地を持たないので12部族には入らない。またヨセフ族はなく、ヨセフの息子エフライムとマナセを祖とするエフライム族、マナセ族が加わることで十二部族となっている。このうちユダ族とベニヤミン族、レビ族以外の10部族は北イスラエル王国滅亡後に歴史から姿を消し、「イスラエルの失われた10支族」（イスラエルの失われた10部族）と呼ばれることになる。即ち、この意味ではユダヤ人とはイスラエルの子孫すべて（イスラエル民族）を指すのではなく、厳密にはユダ族・ベニヤミン族の2支族にレビ族を加えた人らを指す。尤も、現在はイスラエル民族全般と改宗ユダヤ教徒もユダヤ人に含む概念が一般に浸透している。

## クルアーンにおけるヤコブ
イスラム教の聖典『クルアーン』（コーラン）では、ヤコブすなわちヤアクーブは過去の預言者のひとりとして登場する。
しかしクルアーンにおいてヤアクーブは、彼自身を主人公とする物語ではなく、息子のユースフ（聖書のヨセフ）に関連する物語の中で言及される。クルアーンではユースフの物語は第12章「ユースフ」で一章を用いて詳しく述べられており、ヨセフが兄たちによって捨てられ悲嘆に暮れるという物語は共通している。ヤアクーブは愛息を失った悲しみのあまり盲目となったが、神（アッラーフ）の与えた運命を耐え抜いて神への信頼を守った。のち、エジプトに渡って立身したユースフと再会し、預言者であるユースフのもたらした神の奇蹟により視力を取り戻す。
ヤアクーブの名はムスリム（イスラム教徒）に好まれる男性名のひとつである。ヤアクーブの名をもつ代表的な人物は曖昧さ回避ヤアクーブを参照。